# Avatar (zespół muzyczny)
Avatar – szwedzki zespół muzyczny, założony w 2001 roku w Göteborgu. Różnorodnie klasyfikowany, zespół w swej twórczości odwołuje się m.in. do melodic death metalu i nu metalu. Od 2012 roku skład grupy tworzą wokalista Johannes Eckerström, perkusista John Alfredsson, gitarzyści Jonas Jarlsby i Tim Öhrström oraz basista Henrik Sandelin. Do 2020 roku ukazało się osiem albumów studyjnych formacji, cieszących się prawdopodobnie największą popularnością w Szwecji oraz Stanach Zjednoczonych. W lutym 2023 roku zespół wydał swój dziewiąty album, zatytułowany "Dance Devil Dance". 

## Historia

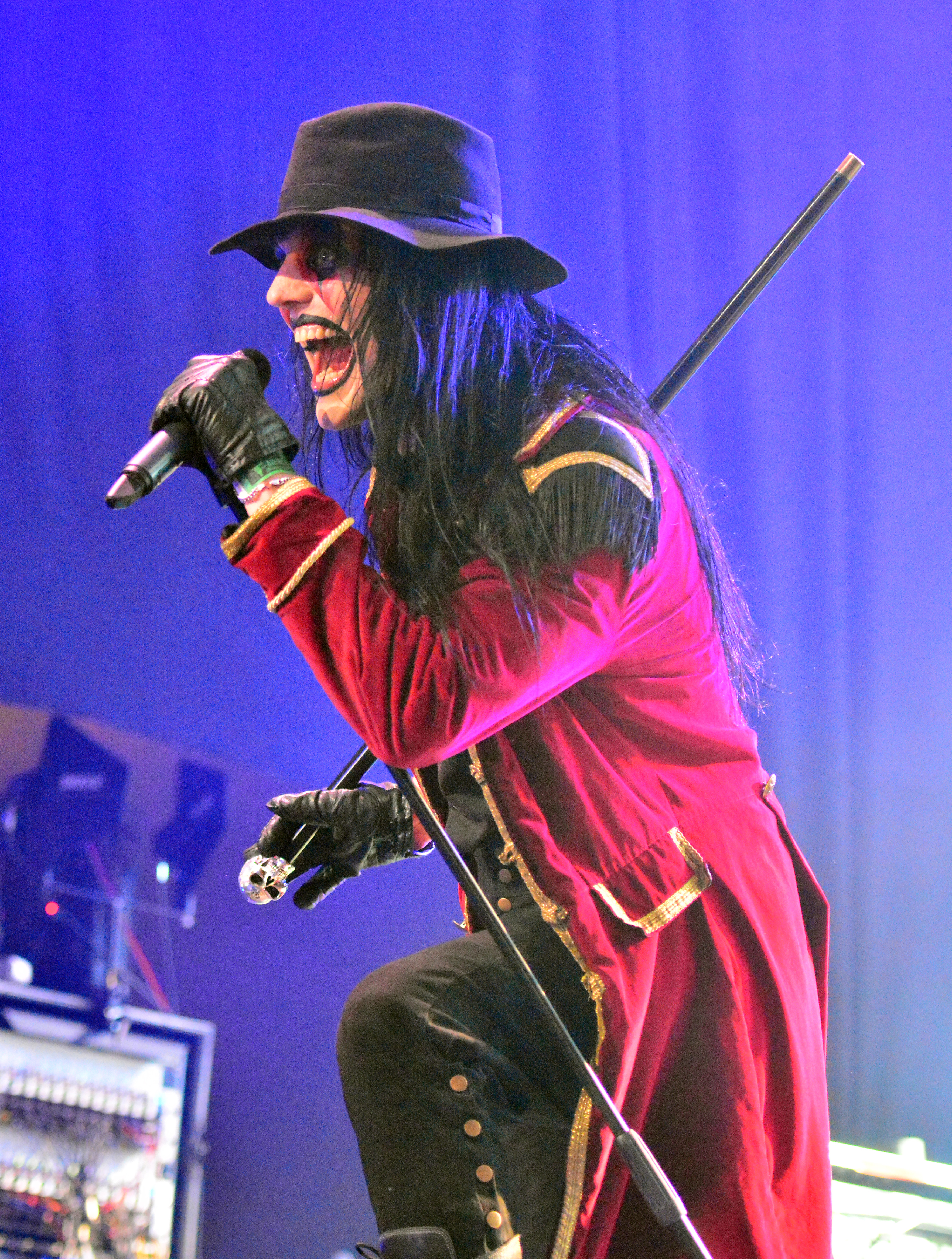
Johannes Eckerström podczas koncertu na festiwalu Wacken Open Air w 2015 roku

Grupę założyli w 2001 roku w Göteborgu, początkowo pod nazwą Lost Soul. Pierwszy skład utworzyli wokalista Johannes Eckerström, perkusista John Alfredsson, gitarzyści Jonas Jarlsby i Simon Andersson oraz basista Henrik Sandelin. Początkowo grupa występowała lokalnie. Z tego okresu pochodzą, wydane w 2004 roku dema 4 Reasons to Die i Personal Observations. Debiutancki album formacji zatytułowany Thoughts of No Tomorrow ukazał się 25 stycznia 2006 roku. W ramach promocji zespół dał szereg koncertów w Europie u boku Impaled Nazarene i Evergrey. Na początku 2007 roku grupa udała się w trasę koncertową po Skandynawii wraz z In Flames. 24 października tego samego roku został wydany drugi album długogrający zespołu pt. Schlacht. Nagrania zostały zaprezentowane na żywo podczas Eastpak Antidote Tour u boku Soilwork, Caliban, Dark Tranquillity oraz Sonic Syndicate.
W 2008 roku grupa występowała w Europie wraz z Obituary i Holy Moses, a także podczas licznych festiwali, m.in. takich jak: ARTmania w Rumunii, czy Arvikafestivalen w Szwecji. Na początku 2009 roku grupa intensywnie koncertowała w Europie m.in. wraz z Hardcore Superstar. Trzeci album studyjny grupy pt. Avatar trafił do sprzedaży 11 listopada 2009 roku. Na przełomie 2010 i 2011 roku zespół koncertował w Europie w ramach The 7 Sinners European Tour wspierając Helloween i Stratovarius. Natomiast pod koniec 2011 roku grupa ponownie koncertowała wraz z Hardcore Superstar. 
25 stycznia 2012 roku ukazał się czwarty album zespołu pt. Black Waltz. Podczas prac nad teledyskiem do singla o tym samym tytule, wokalista Eckerström po raz pierwszy wystąpił w makijażu klauna oraz czarnym kapeluszu, co wkrótce stało się charakterystycznym elementem wizerunku grupy. Premierowe nagrania zespół zaprezentował podczas koncertów w Europie u boku Mascot Parade, Miosis i The Bjorn. Na początku 2013 roku muzycy udali się do USA gdzie występowali u boku Sevendust i Lacuna Coil. Po powrocie do Europy grupa odbyła trasę Tour Of The Dead wraz z zespołami Engel i Smash Into Pieces. Pod koniec roku zespół ponownie wyjechał do USA gdzie koncertował wraz z Avenged Sevenfold i Five Finger Death Punch. 
Piąty album studyjny zespołu pt. Hail the Apocalypse został wydany 14 maja 2014 roku. Materiał dotarł do 97. miejsca amerykańskiej listy przebojów Billboard 200. Album był promowany podczas europejskiej trasy koncertowej wraz z zespołem Killus. Grupa dała także szereg koncertów w USA podczas tournée u boku Escape the Fate, Glamour of the Kill oraz Pop Evil. Następnie muzycy zaprezentowali premierowe nagrania podczas letnich festiwali m.in. takich jak: Bloodstock Open Air w Niemczech czy Alcatraz Metal Fest w Belgii. Drugą połowę roku zespół spędził intensywnie koncertując w Stanach Zjednoczonych m.in. wraz z All That Remains i Mushroomhead.
Na początku 2015 roku grupa koncertowała wraz z Sabatonem w Norwegii. Następnie grupa udała się do USA gdzie wystąpiła m.in. podczas festiwali Welcome to Rockville oraz Earthday Birthday. Latem muzycy wystąpili na europejskich festiwalach Metaldays w Słowenii oraz Wacken Open Air w Niemczech. Wkrótce potem zespół powrócił do USA gdzie koncertował w ramach tournée Hail the Apocalypse Tour. 13 maja 2016 roku do sprzedaży trafił szósty album studyjny zespołu zatytułowany Feathers & Flesh, będący jednocześnie pierwszym albumem koncepcyjnym grupy. Album promowany teledyskiem do utworu "Night Never Ending" uplasował się na 88. miejscu listy Billboard 200 w USA. Zespół zaprezentował nowe utwory m.in. podczas festiwali Carolina Rebellion w Stanach Zjednoczonych, Download w Wielkiej Brytanii oraz Rock am Ring w Niemczech. Pod koniec roku muzycy udali się w europejską trasę koncertową wraz z The Last Band.

## Dyskografia

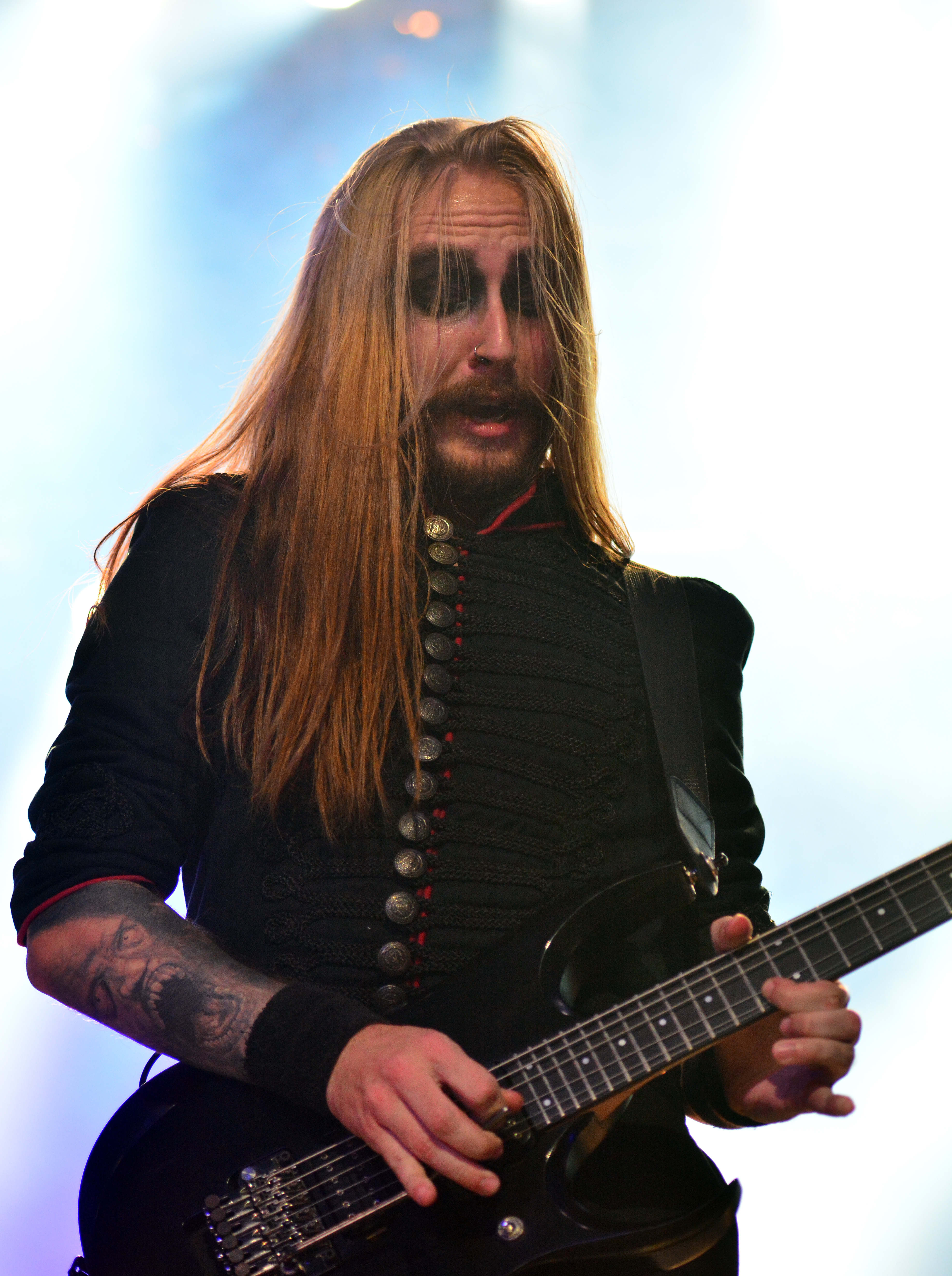
Tim Öhrström podczas koncertu na festiwalu Wacken Open Air w 2015 roku

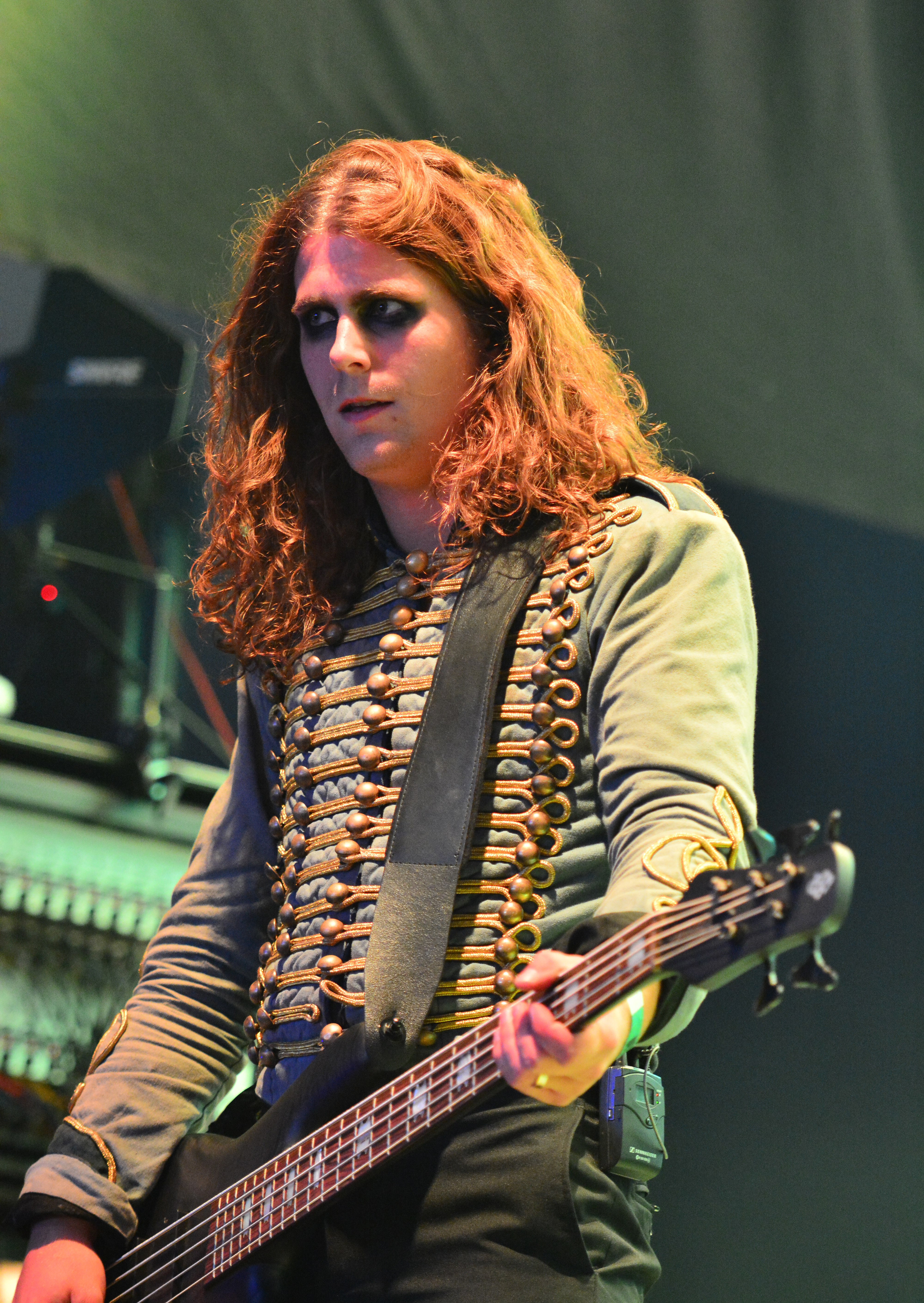
Henrik Sandelin podczas koncertu na festiwalu Wacken Open Air w 2015 roku

Albumy
| Tytuł                                   | Dane dot. albumu                                   | Pozycja na liście | Pozycja na liście | Sprzedaż         |
| Tytuł                                   | Dane dot. albumu                                   | SWE               | USA               | Sprzedaż         |
| --------------------------------------- | -------------------------------------------------- | ----------------- | ----------------- | ---------------- |
| Thoughts of No Tomorrow                 | - Data: 25 stycznia 2006 - Wydawca: Gain Music     | 47                | –                 |                  |
| Schlacht                                | - Data: 24 października 2007 - Wydawca: Gain Music | 27                | –                 |                  |
| Avatar                                  | - Data: 11 listopada 2009 - Wydawca: Gain Music    | 36                | –                 |                  |
| Black Waltz                             | - Data: 25 stycznia 2012 - Wydawca: Gain Music     | 25                | –                 | - USA: 2,7 tys.+ |
| Hail the Apocalypse                     | - Data: 14 maja 2014 - Wydawca: Gain Music         | –                 | 97                | - USA: 3,5 tys.+ |
| Feathers & Flesh                        | - Data: 13 maja 2016 - Wydawca: eOne               | –                 | 88                | - USA: 8,0 tys.+ |
| Avatar Country                          | - Data: 12 stycznia 2018 - Wydawca: eOne           | _                 | 132               |                  |
| Hunter Gatherer                         | - Data: 7 sierpnia 2020 - Wydawca:eOne             | _                 | _                 |                  |
| „–” oznacza, że album nie był notowany. |                                                    |                   |                   |                  |

Minialbumy
| Tytuł       | Dane dot. albumu                                   |
| ----------- | -------------------------------------------------- |
| Black Waltz | - Data: 24 października 2011 - Wydawca: Gain Music |

Dema
| Tytuł                 | Dane dot. albumu                                      |
| --------------------- | ----------------------------------------------------- |
| Personal Observations | - Data: 18 stycznia 2004 - Wydawca: wydanie własne    |
| 4 Reasons to Die      | - Data: 19 listopada 2004 - Wydawca: Bloodstained Art |

## Teledyski

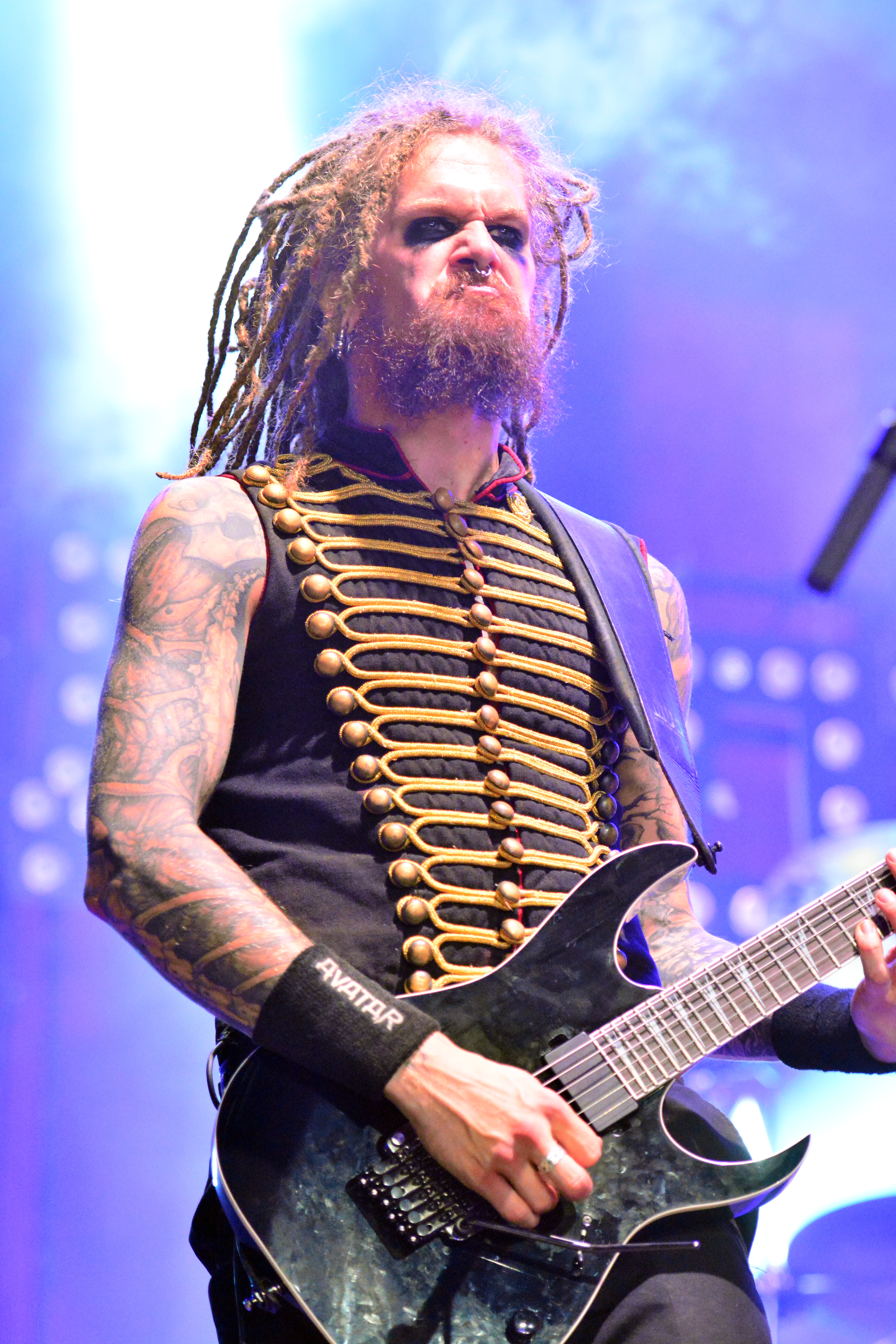
Jonas Jarlsby podczas koncertu na festiwalu Wacken Open Air w 2015 roku

| Tytuł                                     | Rok  | Reżyseria      | Album                   | Źródło |
| ----------------------------------------- | ---- | -------------- | ----------------------- | ------ |
| "My Shining Star"                         | 2006 | –              | Thoughts Of No Tomorrow | [ 18 ] |
| "Schlacht"                                | 2007 | –              | Schlacht                | [ 18 ] |
| "The Great Pretender"                     | 2009 | PA Nilsson     | Avatar                  | [ 18 ] |
| "Queen Of Blades"                         | 2010 | René U. Valdes | Avatar                  | [ 19 ] |
| "Black Waltz"                             | 2011 | Johan Carlén   | Black Waltz             | [ 18 ] |
| "Let It Burn"                             | 2012 | –              | Black Waltz             | [ 18 ] |
| "Torn Apart"                              | 2012 | Johan Carlén   | Black Waltz             | [ 20 ] |
| "Smells Like A Freakshow"                 | 2013 | Johan Carlén   | Black Waltz             | [ 21 ] |
| "Hail The Apocalypse"                     | 2014 | Johan Carlén   | Hail The Apocalypse     | [ 22 ] |
| "Bloody Angel"                            | 2014 | Johan Carlén   | Hail The Apocalypse     | [ 23 ] |
| "Vultures Fly"                            | 2015 | Axel Widén     | Hail The Apocalypse     | [ 24 ] |
| "Night Never Ending"                      | 2016 | Johan Carlén   | Feathers & Flesh        | [ 25 ] |
| "A Statue Of The King"                    | 2017 | Johan Carlén   | Avatar Country          | [28]   |
| "The King Wants You"                      | 2017 | Johan Carlén   | Avatar Country          |        |
| "The King Welcomes You to Avatar Country" | 2017 | Johan Carlén   | Avatar Country          |        |
| "King`s Harvest"                          | 2019 | Johan Carlén   | Avatar Country          |        |
| "Silence in the Age of Apes"              | 2020 | Johan Carlén   | Hunter Gatherer         |        |
| "God of Sick Dreams"                      | 2020 | -              | Hunter Gatherer         |        |
| "Colossus"                                | 2020 | Johan Carlén   | Hunter Gatherer         |        |
| "A Secret Door"                           | 2020 | Johan Carlén   | Hunter Gatherer         |        |

## Nagrody i wyróżnienia
| Rok  | Kategoria       | Tytułem | Nagroda                                 | Nota      | Źródło |
| ---- | --------------- | ------- | --------------------------------------- | --------- | ------ |
| 2016 | Breakthrough    | Avatar  | Metal Hammer Golden Gods Awards         | Nominacja | [ 26 ] |
| 2016 | Best New Talent | Avatar  | The Epiphone Revolver Music Awards 2016 | Laur      | [ 27 ] |